# بشتة بارجان (أمجز)
بشتة بارجان (بالفارسية: پشته بارجان) هي منطقة سكنية تقع في إيران في قسم أمجز الريفي. يقدر عدد سكانها بـ 0 نسمة بحسب إحصاء 2016.